# Hierochloe
Hierochloe R.Br. é um género botânico pertencente à família Poaceae.

## Sinônimos
- Ataxia R.Br.
- Disarrenum Labill.
- Dimesia Raf. (SUS)